# Arlsdorf (Gemeinde Deutsch-Griffen)
Arlsdorf ist eine Ortschaft in der Gemeinde Deutsch-Griffen im Bezirk St. Veit an der Glan in Kärnten. Die Ortschaft hat 9 Einwohner (Stand 1. Jänner 2024).

## Lage
Arlsdorf liegt in der Katastralgemeinde Deutsch Griffen, am linken Hang des Griffener Tals, rechts des Arlsbachs, nur etwa ¾ km Luftlinie bzw. etwa 2 ½ Straßenkilometer nördlich des Gemeindehauptorts Deutsch Griffen.
Zur Ortschaft gehören im Bereich des alten Ortskerns die Häuser Schabernig (früher Osl, Nr. 1), Eiber (Eyper, Michale, Nr. 3) und ein Haus ohne Vulgonamen (Nr. 5). Das früher ebenfalls hier befindliche Haus Krug wurde etwa um die Zeit des Ersten Weltkriegs aufgegeben. Auf halber Höhe zwischen der Rotte und dem Gemeindehauptort liegt Haus Nr. 4.

## Geschichte
Ab Gründung der politischen Gemeinden Mitte des 19. Jahrhunderts gehörte Arlsdorf zur Gemeinde Deutsch-Griffen. Bei der Kärntner Gemeindestrukturreform von 1973 kam der der Ort an die damals neu errichtete Gemeinde Weitensfeld-Flattnitz, seit deren Auflösung 1991 gehört die Ortschaft wieder zur Gemeinde Deutsch-Griffen.

## Bevölkerungsentwicklung
Für die Ortschaft ermittelte man folgende Einwohnerzahlen:
- 1869: 4 Häuser, 24 Einwohner[2]
- 1880: 4 Häuser, 30 Einwohner[3]
- 1890: 4 Häuser, 30 Einwohner[4]
- 1900: 4 Häuser, 33 Einwohner[5]
- 1910: 4 Häuser, 30 Einwohner[6]
- 1923: 3 Häuser, 23 Einwohner[7]
- 1934: 29 Einwohner[8]
- 1961: 3 Häuser, 28 Einwohner[9]
- 2001: 4 Gebäude (davon 4 mit Hauptwohnsitz) mit 4 Wohnungen; 15 Einwohner und 1 Nebenwohnsitzfall; 4 Haushalte; 0 Arbeitsstätten, 2 land- und forstwirtschaftliche Betriebe[10]
- 2011: 4 Gebäude, 11 Einwohner, 4 Haushalte, 0 Arbeitsstätten[11]
- 2021: 4 Gebäude, 9 Einwohner, 3 Haushalte, 1 Arbeitsstätte[12]